# Simon Van Buyten
Simon Van Buyten is een Vlaams acteur. Hij studeerde drama aan de Studio Herman Teirlinck. Hij is bekend door zijn rol van Kevin in de film Mixed Kebab van Guy Lee Thys.

## Filmografie

### Film
- Entre-Nous (2009)
- Mixed Kebab (2012) - Kevin
- Léon (2014) - Léon
- Freebird (2015) - Mickey
- Totem (2016) - Scoutsleider
- Human Factors (2021) - Agent
- Dealer (2021) - Gavino
- Ritueel (2022) - Stan Dendas
- Zillion (2022) - Barman VIP Zillion
- Het smelt (2023) - Laurens

### Televisie
- Quiz Me Quick  (2012) - Gabriël Hemelrijcks
- Vermist (2012) - Ief Boussard
- Ontspoord (2013) - Jelle
- Vriendinnen (2014-2015) - Herman Akkermans
- In Vlaamse velden (2014) - Staf
- De Bunker (2015) - assistent
- Chaussée d'Amour (2016) - Mathieu Vanden Eynde
- Salamander (2018) - Stephen De Roeck
- De Kraak (2021) - bewaker
- Billie vs Benjamin (2022, 2024) - Danny Boy
- Assisen (2025) - Jimmy Van der Auwera